# Trox euclensis
Trox euclensis är en skalbaggsart som beskrevs av Blackburn 1892. Trox euclensis ingår i släktet Trox och familjen knotbaggar. Inga underarter finns listade i Catalogue of Life.